# Hesperophylum
Hesperophylum is een geslacht van wantsen uit de familie van de Miridae (Blindwantsen). Het geslacht werd voor het eerst wetenschappelijk beschreven door Reuter & Poppius in 1912.

## Soorten
Het genus bevat de volgende soorten:

- Hesperophylum arizonae Knight, 1968
- Hesperophylum heidemanni Reuter & Poppius, 1912